# Panposh
Panposh é uma vila no distrito de Sundargarh, no estado indiano de Orissa.

## Demografia
Segundo o censo de 2001, Panposh tinha uma população de 10,227 habitantes. Os indivíduos do sexo masculino constituem 51% da população e os do sexo feminino 49%. Panposh tem uma taxa de literacia de 67%, superior à média nacional de 59.5%: a literacia no sexo masculino é de 74% e no sexo feminino é de 61%. Em Panposh, 12% da população está abaixo dos 6 anos de idade.